# Exit Tunes
Exit Tunes Inc. (エグジットチューンズ株式会社), est un label de musique japonais.
En 2017, à l'occasion des dix ans d'Hatsune Miku, il sort la compilation VOCALOHISTORY qui comprend quatre CDs et plus de 49 chansons ainsi que des goodies.